# Cazaquistão
O Cazaquistão (em cazaque:  Қазақстан, translit.: Qazaqstan, pronunciado: [qɑzɑqˈstɑn]; em russo:  Казахстан, translit.: Kazakhstan, pronunciado: [kəzɐxˈstan]), oficialmente República do Cazaquistão, é um país transcontinental, localizado na Ásia Central, com uma pequena parte a oeste do rio Ural na Europa. É o maior país sem costa marítima do mundo e o nono maior do planeta; o seu território de 2 724 900 quilômetros quadrados é maior do que a área da Europa Ocidental. O Cazaquistão tem fronteiras com (no sentido horário, a partir do norte) Rússia, China, Quirguistão, Uzbequistão e Turcomenistão, e, ainda, detém uma grande parte litorânea do mar Cáspio. O terreno do país inclui planícies, estepes, taiga, desfiladeiros de rochas, montanhas, deltas, montanhas cobertas de neve e desertos. Com uma estimativa de 18,7 milhões de habitantes (2020), o Cazaquistão é classificado como o 63º país mais populoso do mundo, embora sua densidade populacional esteja entre as mais baixas, com 6 pessoas por km². A capital cazaque é Astana, depois que foi transferida de Almati, em 1997.
O território do Cazaquistão tem sido historicamente habitado por tribos nômades, esse cenário mudou no século XIII, quando Gengis Khan ocupou o país. Na sequência, aconteceram lutas internas entre os conquistadores, o poder eventualmente voltou para os nômades. Por volta do século XVI, os cazaques surgiram como um grupo étnico distinto, dividido em três jüz (ramos ancestrais que ocupam territórios específicos). Os russos começaram a avançar para as estepes cazaques no século XVIII e, em meados do século XIX, todo território nacional fazia parte do Império Russo. Após a Revolução Russa de 1917 e a subsequente guerra civil, o Cazaquistão foi reorganizado diversas vezes antes de tornar-se a República Socialista Soviética Cazaque em 1936, parte integrante da União Soviética.
O país foi a última das repúblicas soviéticas a declarar sua independência após a dissolução da União Soviética, em 1991; o presidente era Nursultan Nazarbayev, que foi líder nacional desde que o país era uma república soviética, mas renunciou em março de 2019, devido a diversas manifestações que demonstravam o descontentamento da população contra seu governo. Atualmente, o presidente é o Kassym-Jomart Tokayev, eleito com mais de 70% dos votos dos quase 12 milhões de eleitores cazaquistaneses. O governo pratica uma política externa equilibrada e trabalha para desenvolver a sua economia, especialmente a sua indústria de hidrocarbonetos.
O Cazaquistão é povoado por 100 etnias, entre cazaques (que compõem 68,5% da população), russos, uzbeques, ucranianos, alemães, tártaros e uigures. O islamismo é a religião de cerca de 75% da população, enquanto o cristianismo é praticado por 21% dos habitantes; o país permite a liberdade de religião. O idioma cazaque é a língua oficial, enquanto o russo tem um estatuto oficial igual para todos os níveis administrativos e institucionais.

## Etimologia
Embora a palavra cazaque (em cazaque:  қазақстандық qazaqstandyk; em russo:  казахстанец kazakhstanyets) seja geralmente usada para se referir a pessoas de ascendência étnica cazaque, incluindo aqueles que vivem na China, Rússia, Turquia, Uzbequistão e outros países vizinhos; no interior do país, o termo é usado para descrever todos os cidadãos, incluindo os que não são cazaques étnicos. O etnônimo "cazaque" é derivado de uma antiga palavra turca que significa "independente; um espírito livre", o que reflete a cultura nômade dos cazaques. O sufixo persa stan (ver línguas indo-iranianas) significa "terra" ou "lugar de", por isso Cazaquistão significa "terra dos cazaques".

## História

### Canato Cazaque
O Cazaquistão tem sido habitado desde a Idade da Pedra: o clima e o terreno da região são apropriados para povos nômades, que praticam o pastoralismo. Historiadores acreditam que os humanos domesticaram o cavalo pela primeira vez nas vastas estepes da região. Embora cidades antigas como Taraz (Aulie-Ata) e Hazrat-e Turkestan tenham servido, por muito tempo, como importantes paradas ao longo da Rota da Seda, que ligava o Ocidente ao Oriente, uma consolidação política do território só foi iniciada com a invasão mongol do início do século XIII. Sob o Império Mongol, foram estabelecidos distritos administrativos, que foram, por fim, reunidos sob o emergente Canato Cazaque.
Durante esse período, a vida tradicional nomádica e uma economia baseada na criação de animais continuou a dominar a estepe. No século XV, uma identidade distintamente cazaque começou a emergir entre as tribos turcomanas da região, um processo que se consolidou com a aparição, na metade do século XVI, do idioma cazaque, bem como de uma cultura própria. Ainda assim, o território foi o foco de crescentes disputas entre os emires cazaques nativos e os povos de origem persa do sul. No início do século XVII, o Canato Cazaque lutava contra o impacto de rivalidades tribais, que acabaram por dividir efetivamente a população em três hordas (jüz), chamadas de "Grande", "Média" e "Pequena" Hordas. A falta de união política, estas rivalidades tribais e a diminuição da importância das rotas comerciais terrestres entre o Ocidente e o Oriente enfraqueceram consideravelmente o Canato Cazaque.
Durante o século XVIII os cazaques lutaram contra os oirates, uma federação de tribos mongóis ocidentais, dentre os quais os dzungares eram particularmente agressivos. O início do século XVIII marcou o zênite do Canato Cazaque. Durante este período a Pequena Horda participou na guerra de 1723-1730 contra os dzungares, que se seguiu a invasão, chamada de "Grande Desastre", dos territórios cazaques. Sob a liderança de Abul Khair Khan, os cazaques conquistaram vitórias importantes sobre o inimigo, no rio Bulanty, em 1726. e na batalha de Anrakay em 1729. Os cazaques também foram vítimas frequentes dos saques organizados pelos calmucos da região rio Volga.

### Império Russo

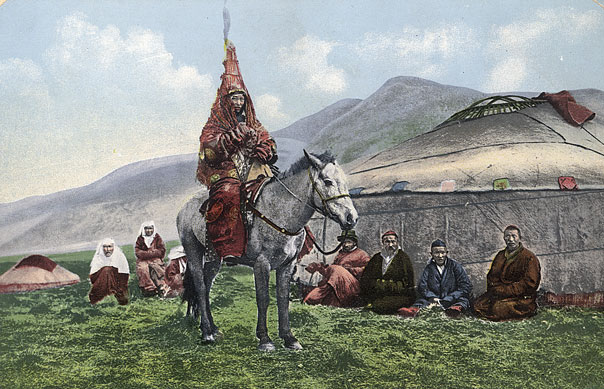
Um vestido de casamento cazaque tradicional

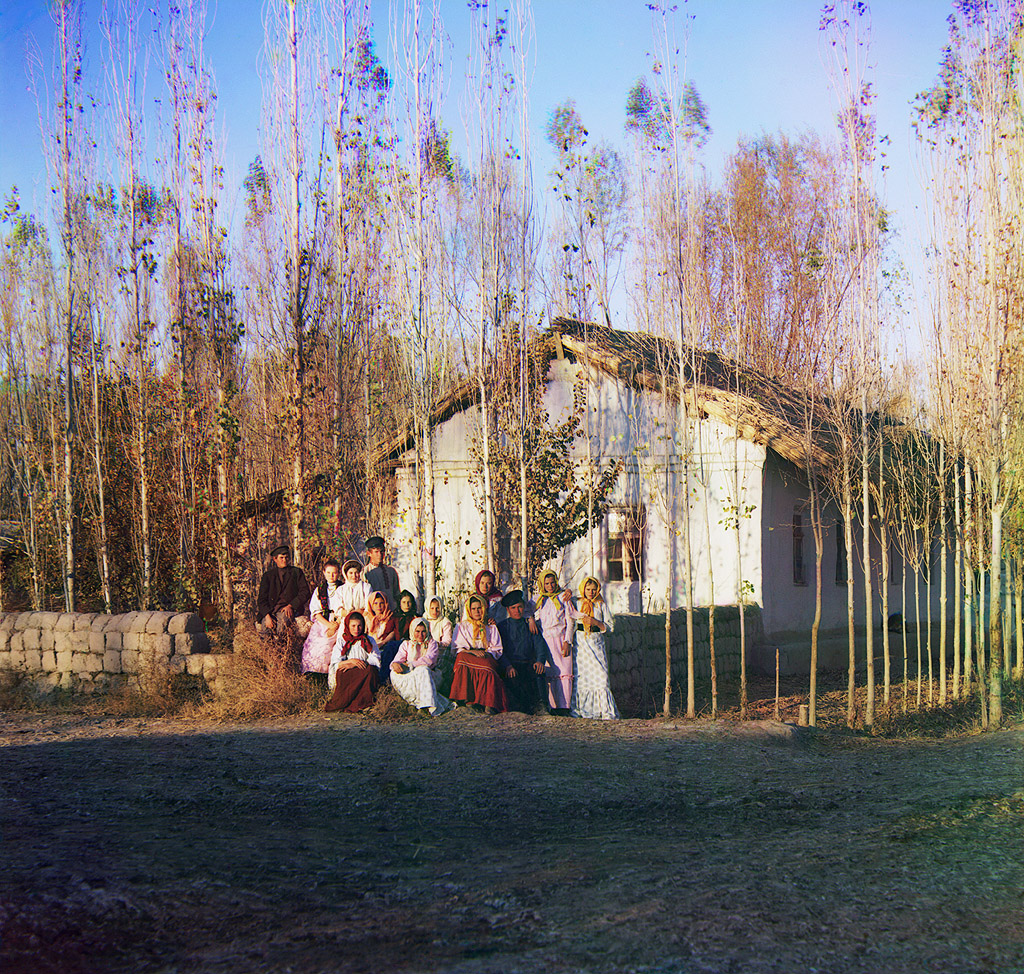
Colonos russos próximos de Petropavl

No século XIX, o Império Russo começou a se expandir, e chegou à Ásia Central. O período, chamado de "Grande Jogo" é tido, geralmente, como aquele que vai de aproximadamente 1813 até a Entente Anglo-Russa de 1907. Os czares governaram diretamente a maior parte do território que pertence à atual República do Cazaquistão.
O Império Russo introduziu um sistema de administração e construiu uma série de fortes e acampamentos militares, em seu esforço para estabelecer sua presença na Ásia Central durante o "Grande Jogo" contra o Reino Unido. A primeira fortificação russa, Orsk, foi construída em 1735. A Rússia colocou em prática o ensino do russo em todas as escolas e organizações governamentais, o que acabou provocar o descontentamento aos cazaques a tal ponto que, na década de 1860, a maioria da população rejeitava abertamente a anexação do território pela Rússia devido ao profundo distúrbio que a invasão causara ao estilo de vida nomádico tradicional e na economia baseada na criação de animais domésticos, e a consequente fome que estava eliminando muitas das tribos. O movimento nacional cazaque, iniciado no final daquele século, procurou preservar o idioma e a identidade nativa através da resistência aos esforços do Império Russo em assimilá-los ou reprimi-los.
Da década de 1890, em diante grandes números de emigrantes eslavos começaram a colonizar o território do atual Cazaquistão, em especial na região de Semirechye. O número de colonos aumentou ainda mais depois que a Ferrovia Trans-Aral, de Oremburgo a Tasquente foi completada em 1906, movimentação esta encorajada desde São Petersburgo pelo recém-criado Departamento de Migração (Переселенческое Управление).
A disputa por terra e água que se seguiu, entre os cazaques e os recém-chegados, causou um grande ressentimento contra o governo colonial durante os últimos anos da Rússia Czarista, com o distúrbio mais sério ocorrendo em 1916. Na "Revolta dos Basmatchi", como ficou conhecida, os cazaques atacaram aldeias russas e cossacas, matando indiscriminadamente; a vingança dos russos foi impiedosa. Uma força militar afugentou cerca de 300 000 cazaques para as montanhas ou para a China. Quando, no ano seguinte, aproximadamente 80 000 deles retornaram, foram massacrados pelas forças czaristas. Durante a grande fome de 1921-1922, milhões de cazaques morreram de inanição.

### União Soviética
Embora tenha ocorrido um breve período de autonomia (Autonomia Alash) durante o período tumultuoso que se seguiu ao colapso do Império Russo, muitas revoltas foram reprimidas brutalmente, e os cazaques acabaram sucumbindo ao jugo da União Soviética. Em 1920, a área do atual Cazaquistão tornou-se uma república autônoma dentro da Rússia.
A repressão soviética da elite tradicional, somada à coletivização forçada das décadas de 1920 e 1930, trouxe fome (ver: Fome cazaque de 1930-1933) e instabilidade. Entre 1926 e 1939 a população do país diminuiu em cerca de 22%, devido à fome, violência e emigração em massa. Durante a década de 1930, diversos escritores, pensadores, poetas, políticos e historiadores cazaques de renome foram assassinados sob ordens de Josef Stalin, tanto como parte da repressão quanto como um padrão metódico de supressão da identidade e da cultura cazaque. O domínio soviético tornou-se mais firme, e um aparato comunista rapidamente procurou integrar o Cazaquistão ao sistema soviético. Em 1936 o país se tornou uma república soviética.

Bandeira da antiga República Socialista Soviética Cazaque

O Cazaquistão experimentou um influxo populacional de milhões de exilados de outras partes da União Soviética, durante as décadas de 1930 e 1940; muitas das vítimas de deportações foram mandadas à Sibéria ou ao Cazaquistão meramente por sua herança étnica ou seus credos, e foram, em muitos casos, internados nos gigantescos campos de trabalhos forçados. A República Socialista Soviética Cazaque contribuiu com cinco divisões militares aos esforços da União Soviética na Segunda Guerra Mundial. Em 1947, dois anos após o fim da guerra, foi iniciada a construção d'O Polígono, a principal área de testes de bombas nucleares da União Soviética. O local fica próxima a cidade de Semey.
O período da Segunda Guerra Mundial marcou um aumento na industrialização e aumentou a extração mineral, para contribuir com o esforço de guerra. Na altura da morte de Stalin, no entanto, o Cazaquistão ainda tinha uma economia majoritariamente agrária. Em 1953, o líder soviético Nikita Khrushchov iniciou o ambicioso projeto chamado de "campanha das terras virgens", que visava transformar as terras tradicionalmente usadas como pasto para animais domésticos numa das principais regiões produtoras de grãos da União Soviética. A política trouxe resultados duvidosos. No entanto, juntamente com as modernizações posteriores realizadas pelo líder soviético Leonid Brejnev, ela ajudou a acelerar o desenvolvimento do setor da agricultura, que permanece a fonte de renda de grande parte da população do país. Em 1959, os cazaques formavam 30% da população, enquanto os russos formavam 43%.
As crescentes tensões dentro da sociedade soviética levaram a exigências por reformas políticas e econômicas, que ocorreram na década de 1980. Um fator que contribuiu imensamente para isto foi a decisão de Lavrenti Beria de testar uma bomba nuclear no território da República Socialista Soviética Cazaque, em Semipalatinsk, no ano de 1949. O fato teve um efeito biológico e ecológico catastrófico na região, que só foi sentido gerações mais tarde, e provocou o ressentimento da opinião pública contra o sistema soviético. Em dezembro de 1986, demonstrações de massa realizadas por jovens cazaques, chamadas posteriormente de revolta de Jeltoqsan, ocorreram em Almati, para protestar contra a substituição do Primeiro-Secretário do Partido Comunista da República Socialista Soviética Cazaque, Dinmukhamed Konayev, por Gennady Kolbin, da República Socialista Federativa Soviética da Rússia (RSFSR). As tropas do governo reprimiram as manifestações, matando diversas pessoas e prendendo outras. Nos últimos dias do domínio soviético, o descontentamento continuou a crescer a encontrar sua expressão, através da política de glasnost, do líder soviético Mikhail Gorbatchov.

### Independência
Em meio à onda de repúblicas soviéticas que procuravam por maior autonomia, o Cazaquistão declarou sua soberania como república dentro da União das Repúblicas Socialistas Soviéticas em outubro de 1990. Com o fracasso do golpe de agosto de 1991, em Moscou e o subsequente colapso da União Soviética, o Cazaquistão declarou sua independência em 16 de dezembro do mesmo ano. Foi a última das repúblicas soviéticas a declarar sua independência.
Os anos que se seguiram foram marcados por reformas significativas à economia de estilo soviético e ao monopólio político. Sob Nursultan Nazarbayev, que subiu inicialmente ao poder em 1989 como chefe do Partido Comunista do Cazaquistão e foi eleito presidente em 1991, o Cazaquistão se aproximou mais do modelo de uma economia de mercado, e vem experimentando um significante crescimento econômico desde 2000, parcialmente devido às suas grandes reservas de petróleo, gás natural e outros recursos.
A democracia, no entanto, não progrediu desde 1991. Em julho de 2007, o parlamento do Cazaquistão promulgou uma lei que concedeu ao presidente Nazarbayev poderes e privilégios vitalícios, entre eles a imunidade jurídica total e o poder de influenciar a política doméstica e externa dos futuros presidentes. Os críticos dizem que ele se tornou um "presidente vitalício" de facto. Ao longo de seus dez anos no poder, Nazarbayev censurou por diversas vezes a imprensa através do uso arbitrário de "leis contra calúnias", bloqueou o acesso aos websites da oposição (9 de novembro de 1999), baniu a seita religiosa dos wahhabi (5 de setembro de 1998), recebeu críticas da Anistia Internacional por um excesso de execuções depois de julgamentos suspeitos (21 de março de 1996) e por terríveis condições carcerárias (13 de agosto de 1996), além de recusar as exigências populares de que os governadores das 14 províncias do país fossem eleitos, em vez de serem apontados pelo próprio presidente (7 de abril de 2000).

## Geografia

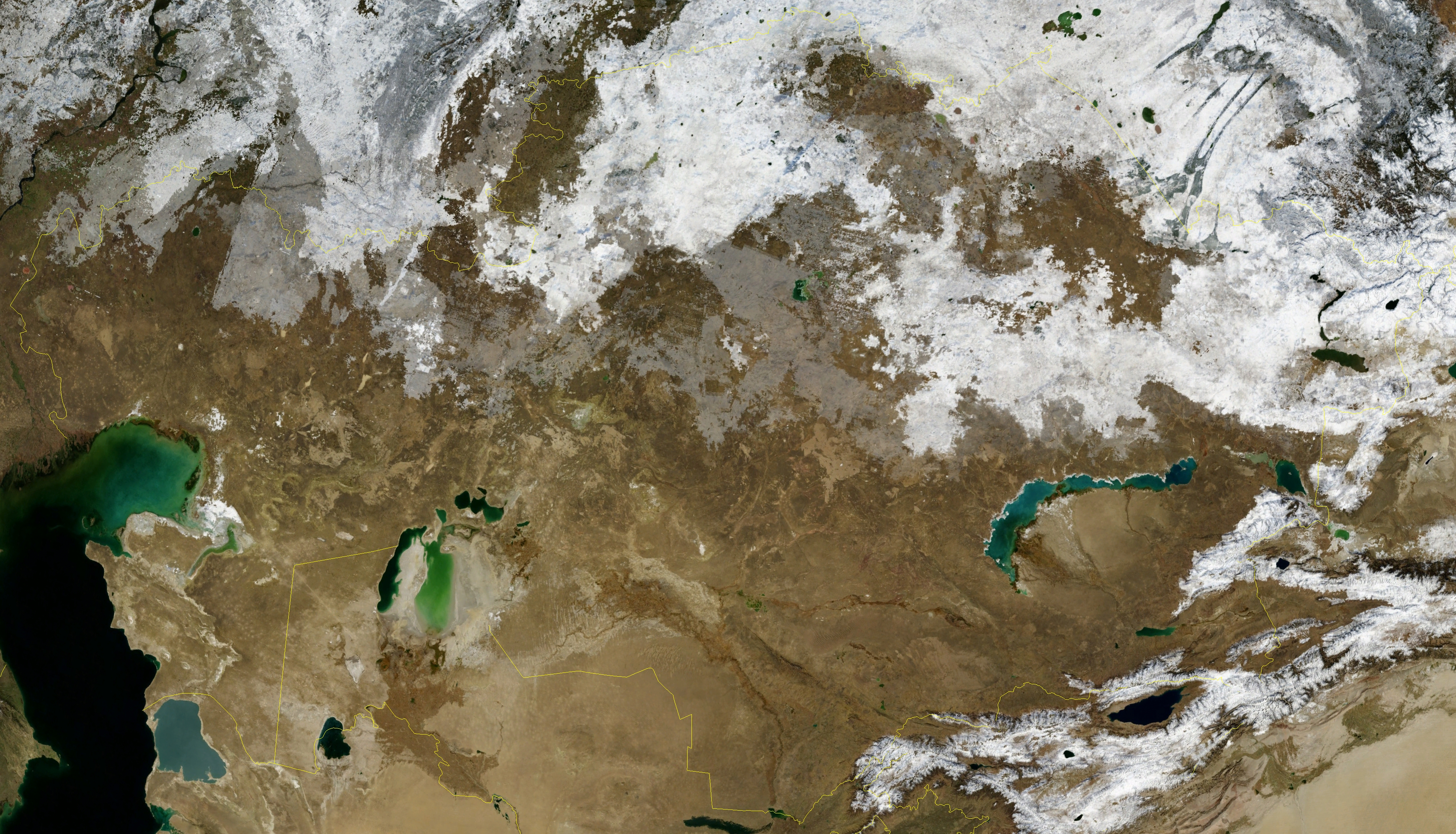
Imagem de satélite do Cazaquistão

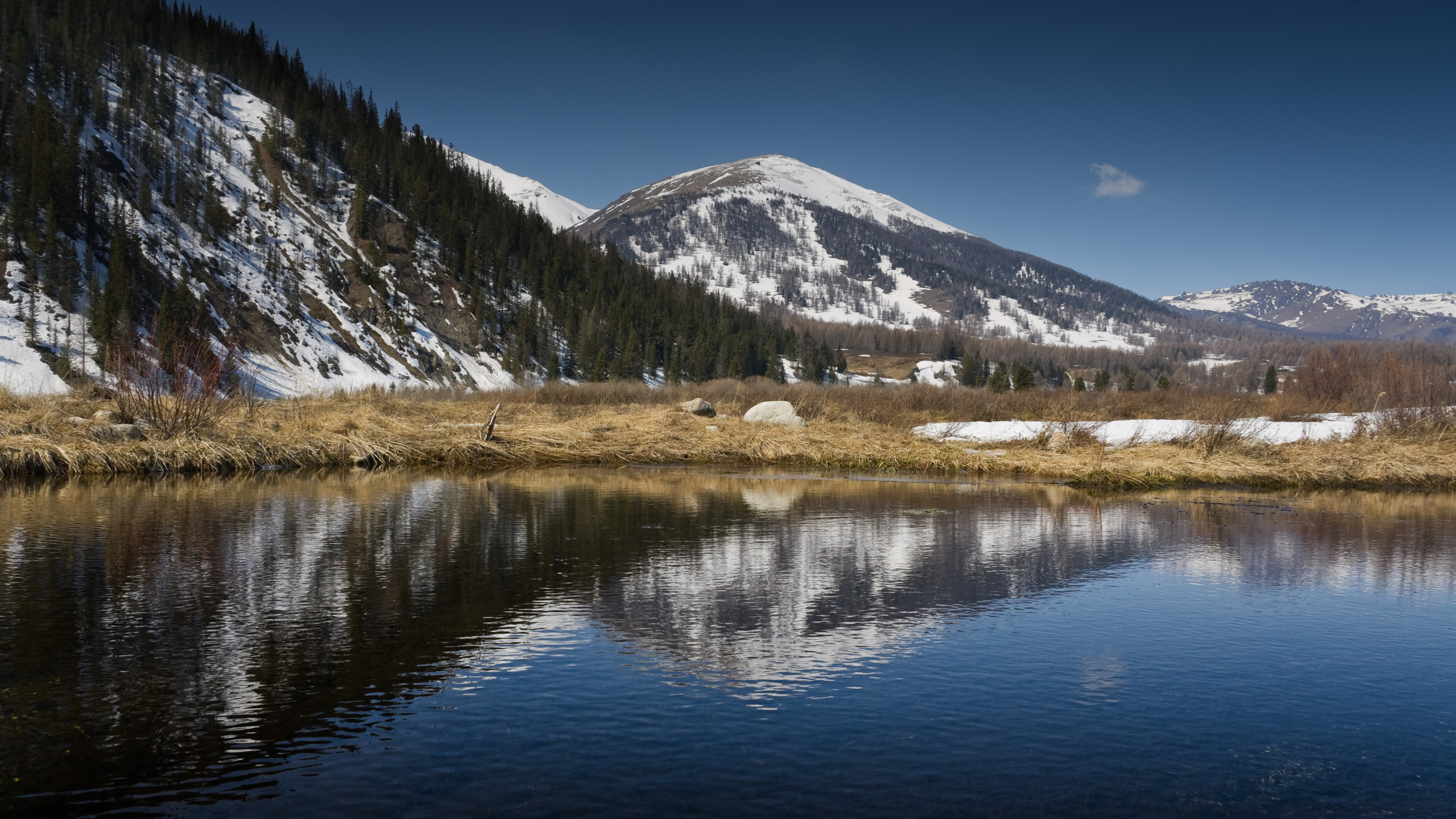
Montanhas Altai, no território cazaque

Com uma área de 2,7 milhões de quilômetros quadrados, o Cazaquistão é o nono maior país do mundo, e o maior país sem costa marítima. Equivale ao tamanho da Europa Ocidental. Partilha 6.846 quilômetros de fronteira com a Rússia, 2 203 quilômetros com o Uzbequistão, 1 533 quilômetros com a China, 1 051 quilômetros com o Quirguistão e 379 quilômetros com o Turcomenistão. Entre as principais cidades estão Astana, Almati, Karaganda, Shymkent, Atyrau e Oskemen.
O território se estende, de oeste para leste, do mar Cáspio às montanhas Altai, e, de norte a sul, das planícies da Sibéria Ocidental aos oásis e desertos da Ásia Central. A estepe cazaque, com uma área de cerca de 804,5 mil quilômetros quadrados, ocupa um terço do país e é a maior região seca de estepe do mundo. A estepe se caracteriza por grandes áreas de prados e regiões arenosas. A região possui diversos rios e lagos importantes, como o mar de Aral, o rio Ili, o rio Irtich, o rio Ishim, o rio Ural, o Sir Dária, o rio Charyn, o lago Balkhash e o lago Zaysan.
O cânion de Charyn tem uma profundidade de 150-300 metros, e 80 quilômetros de comprimento, e corta o platô de arenito vermelho, seguindo o desfiladeiro do rio Charyn, no norte de Tian Shan ("montanhas celestiais", 200 quilômetros a leste de Almati). As encostas íngremes do cânion, assim como suas colunas e arcos, podem atingir 300 metros de altura. A inacessibilidade do cânion protegeu um tipo raro de freixo, que sobreviveu à Era do Gelo e já cresce, atualmente, em outras áreas. A cratera de Bigach, formada pelo impacto de um asteroide ou meteorito durante o Plioceno ou o Mioceno, tem 8 quilômetros de diâmetro. Na mesma cordilheira de Tian Shan, na fronteira com o Quirguistão, situa-se o pico Khan Tengri e seus 7 010 metros, o ponto mais elevado do país.

### Clima

Mapa do Cazaquistão com classificação climática de Köppen

O Cazaquistão tem um clima continental "extremo", com verões quentes e invernos muito frios. A capital cazaque é tida como a segunda capital mais fria do mundo, depois de Ulã Bator. A precipitação varia entre condições áridas e semiáridas, sendo o inverno particularmente seco.

## Demografia

Mapa etnolinguístico da Ásia Central

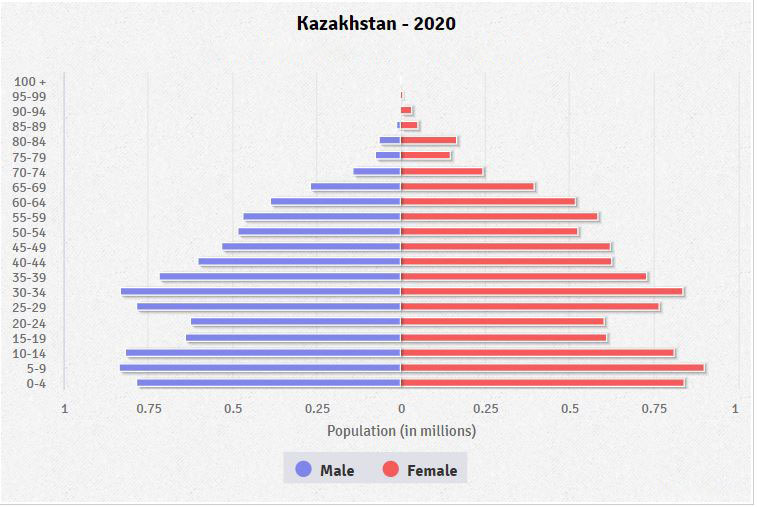
Pirâmide etária do Cazaquistão (2020)

O banco de dados internacional do United States Census Bureau lista a população atual do Cazaquistão como de 18 690 115 habitantes, enquanto fontes relacionadas à Organização das Nações Unidas, como o Banco Mundial, estimam que o número (dados de 2020) seja de 18 690 115.
Indivíduos de ascendência étnica cazaque representam 68,5% da população, enquanto indivíduos de origem russa representam 18,8%, com uma gama diversificada de outros grupos étnicos presentes, incluindo tártaros, uzbeques, bashkires, uigures e ucranianos. Algumas minorias, como os alemães russos (especialmente os alemães do Volga), ucranianos e opositores políticos russos foram deportados ao Cazaquistão nas décadas de 1930 e 1940 por Stalin; alguns dos maiores campos de trabalho forçado deste período se localizavam no país. Durante a era Khrushchov houve também uma imigração russa significante, relacionada à "campanha das terras virgens" e ao programa especial soviético. Existe também uma comunidade judaica pequena, porém ativa. Antes de 1991 existiam cerca de um milhão de alemães do Volga no Cazaquistão; a maioria deles emigrou para a Alemanha com o desmembramento da União Soviética. A maior parte dos membros da pequena comunidade de gregos pônticos emigrou para a Grécia.
O Cazaquistão é um país bilíngue: o idioma cazaque, falado por 64,4% da população, tem o status de "língua de estado", enquanto o russo, que é falado por quase todos os cazaques, foi declarado o idioma oficial, e é usado frequentemente para os negócios.
A década de 1990 foi marcada pela migração de boa parte dos russos e alemães do país, um processo que foi iniciado na década de 1970; este foi um fator importante na obtenção de uma maioria populacional pelos cazaques autóctones, assim como taxas de nascimento mais altas da parte deste povo, além da imigração de cazaques que viviam na China, Mongólia e Rússia. No início do século XXI, o Cazaquistão se tornou uma das nações com maiores índices de adoções internacionais, o que despertou críticas no parlamento do país, devido a temores sobre a segurança e o tratamento das crianças no exterior, e indagações sobre o baixo nível populacional do Cazaquistão; embora tenha uma área territorial cinco vezes maior do que a França, o país tem uma das densidades populacionais mais baixas do mundo.
O termo cazaque қазақстандықтар, "cazaquistanês", foi desenvolvido para descrever todos os cidadãos do Cazaquistão, incluindo os não cazaques. O termo "cazaque" é utilizado geralmente para se referir a pessoas de ascendência étnica cazaque (incluindo aqueles que vivem na China, no Afeganistão, na Turquia, no Uzbequistão e em outros países).
O etnônimo "cazaque" deriva de uma antiga palavra turcomana, que significa "independente", "de espírito livre". Seria resultado da cultura nomádica dos cazaques, centrada na vida sobre o cavalo, e está relacionada ao termo "cossaco". O sufixo -stan, originado no avéstico e no persa antigo, significa "terra" ou "lugar de".

### Idioma
Durante o fim do século XX e o início do século XXI, o Cazaquistão experimentou um renascimento da língua cazaque, que vem retornando ao uso tanto na mídia como na sociedade em geral, em ramos tão diversos como o Direito e os negócios. Embora a medida tenha sido bem recebida pela população de etnia cazaque e por diversas organizações internacionais, como uma maneira de preservar a identidade e a cultura nacional, ela causou alguma preocupação entre os cazaquistaneses de origem russa, e até mesmo entre setores políticos da própria Rússia.
O parlamento do país vem considerando a introdução do alfabeto cazaque, baseado no latino, para substituir o cirílico, atualmente em uso. Os motivos mais citados seriam as considerações culturais derivadas da natureza turcomana do idioma cazaque; outros idiomas turcomanos, como o turco e o uzbeque utilizam o alfabeto latino. No entanto, opositores da medida acreditam que a implementação do alfabeto no Cazaquistão envolveria altos gastos em traduções e na substituição da literatura já existente.

### Religiões
| Religião no Cazaquistão (2009) | Religião no Cazaquistão (2009) | Religião no Cazaquistão (2009) | Religião no Cazaquistão (2009) | Religião no Cazaquistão (2009) |
| ------------------------------ | ------------------------------ | ------------------------------ | ------------------------------ | ------------------------------ |
|                                |                                |                                |                                |                                |
| Islamismo                      | Islamismo                      |                                | 70,69%                         | 70,69%                         |
| Igreja Ortodoxa                | Igreja Ortodoxa                |                                | 23,9%                          | 23,9%                          |
| Ateísmo                        | Ateísmo                        |                                | 2,8%                           | 2,8%                           |
| Outros cristãos                | Outros cristãos                |                                | 2,3%                           | 2,3%                           |
| Não declarado                  | Não declarado                  |                                | 0,5%                           | 0,5%                           |
| Outros                         | Outros                         |                                | 0,3%                           | 0,3%                           |

O islamismo é a maior religião do Cazaquistão, seguido pelo cristianismo ortodoxo russo. De acordo com o CIA World Factbook e outras fontes do Departamento de Estado dos Estados Unidos da América, 47% da população do país é muçulmana (dos quais a maior parte é sunita), 46% são cristãos (44% de ortodoxos russos e 2% de protestantes), e outros 7% incluem ateus, xamanistas, budistas, bahá'is, etc.
O país hospedou, historicamente, uma grande variedade de grupos étnicos, com diversas religiões. A tolerância a outras sociedades tornou-se parte da cultura cazaque. A fundação de uma república independente, após a desintegração da União Soviética, provocou inúmeras mudanças em todos os aspectos das vidas dos habitantes do país; a religiosidade da população, parte essencial de qualquer identidade cultural, também passou por transformações dinâmicas.
Após décadas de repressão a determinados aspectos culturais, surgiu a necessidade de se exibir uma identidade étnica — em parte, através da religião. Pesquisas quantitativas mostram que, durante os primeiros anos após o estabelecimento das novas leis, que removeram quaisquer restrições sobre as crenças religiosas e proclamaram a liberdade integral de culto, o país experimentou um aumento enorme na atividade religiosa de seus cidadãos.
Centenas de mesquitas, sinagogas, igrejas e outras estruturas religiosas foram construídas em apenas alguns anos. Todas as religiões presentes no país se beneficiaram com o aumento no número de membros e de edifícios, assim como outras, que estiveram ausentes antes da independência do país, puderam se estabelecer e conquistar seguidores. O governo apoiou esta tendência, e procurou garantir a igualdade e a tolerância entre todas as organizações religiosas e seus seguidores.
Organizações religiosas radicais não oferecem perigo à segurança nacional; o cenário religioso diverso e estável do Cazaquistão é uma ocorrência de relevância entre seus vizinhos na Ásia Central. Alguns relatos de perseguições, principalmente na forma de ações legais, contra Hare Krishnas e Testemunhas de Jeová, por proselitismo, gerou alguma preocupação entre entidades relacionadas aos direitos humanos.

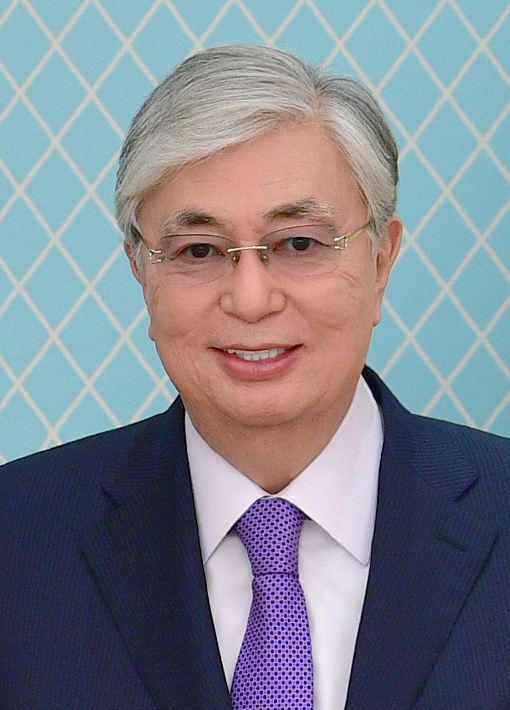
Tokayev é o atual presidente do Cazaquistão desde 2019

## Política

### Governo
O Cazaquistão é uma república constitucional. O presidente é o chefe de estado, e o comandante supremo das forças armadas e pode vetar qualquer legislação promulgada pelo parlamento. Kassym-Jomart Tokayev é o atual presidente desde 20 de março de 2019. O primeiro-ministro é o chefe do Gabinete de ministros e serve como chefe de governo do país. Existem três vice-primeiros-ministros e 16 ministros no gabinete. Alihan Smaiylov é primeiro-ministro interino desde 5 de janeiro de 2022.
O Cazaquistão tem um parlamento bicameral, composto de uma câmara baixa (os majilis) e uma câmara alta (o senado). Os distritos elegem, através do voto popular, 67 assentos nos majilis; existem também dez membros que são eleitos através do voto indireto. O Senado tem 39 membros. Dois senadores são escolhidos por cada uma das assembleias eleitas (os maslikhats) das 16 principais divisões administrativas do país (14 províncias, mais as cidades de Astana e Almati). O presidente designa os sete senadores restantes. Tanto os deputados dos majilis como o governo possuem o direito de iniciativa legislativa, embora o governo proponha a maior parte da legislação que é considerada pelo parlamento. Em 1 de dezembro de 2007, revelou-se que o Cazaquistão fora escolhido para ser a sede da Organização para a Segurança e Cooperação na Europa (OSCE) no ano de 2010.

### Eleições
As eleições para os majilis em setembro de 2004 produziram uma câmara baixa dominada pelo partido Nur-Otan, pró-governo, cujo líder é o próprio presidente Nazarbayev. Dois outros partidos considerados aliados do presidente, incluindo o bloco agrário-industrial AIST e o partido Asar, fundado pela filha de Nazarbayev, venceram boa parte dos assentos. Os partidos de oposição que estavam registrados oficialmente e competiram nas eleições venceram apenas um único assento durante estas eleições, que, segundo a Organização para a Segurança e Cooperação na Europa (OSCE), ficou muito aquém dos padrões internacionais.
Em 1999, o Cazaquistão tornou-se postulante ao status de observador na Assembleia Parlamentar do Conselho da Europa. A resposta oficial da Assembleia foi de que o Cazaquistão poderia se candidatar pela filiação integral, por ser parcialmente localizado na Europa, mas que não poderia receber qualquer tipo de status no Conselho até que seu histórico de democracia e direitos humanos fosse melhorado.

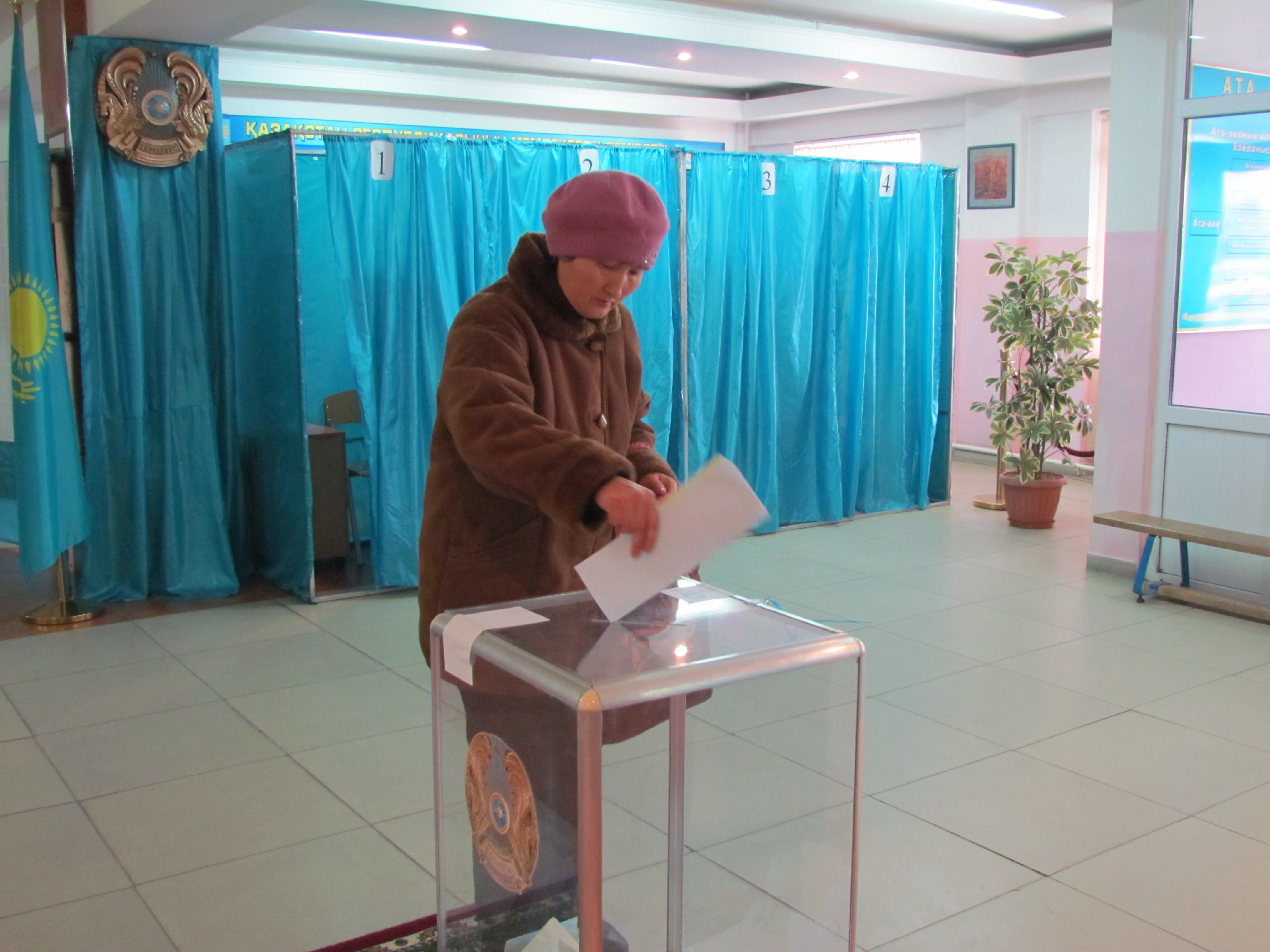
Mulher cazaque votando durante as eleições legislativas de 2012

No dia 4 de dezembro de 2005, Nursultan Nazarbayev foi reeleito em uma vitória esmagadora. A comissão eleitoral anunciou que o candidato havia conquistado mais de 90% dos votos. A OSCE concluiu que a eleição não atingiu os padrões internacionais, apesar de algumas melhorias na administração do processo de votação. A agência de notícias oficial do governo chinês, Xinhua, relatou que os observadores daquele país, responsáveis por supervisionar 25 postos de votação em Astana, consideraram que a situação havia sido conduzida de uma maneira "transparente e justa". No mais, os governos ocidentais não expressaram mais críticas.
Em 17 de agosto de 2007, as eleições para a câmara baixa do parlamento foram realizadas, e a coligação governista Nur-Otan venceu todos os assentos, com 88% dos votos. Nenhum dos partidos de oposição alcançou o mínimo de 7% necessário para assegurar um assento, o que levou a parte da mídia local a questionar a competência e o carisma dos líderes de oposição. Os partidos de oposição, por sua vez, fizeram acusações de irregularidades sérias na eleição.

### Forças armadas

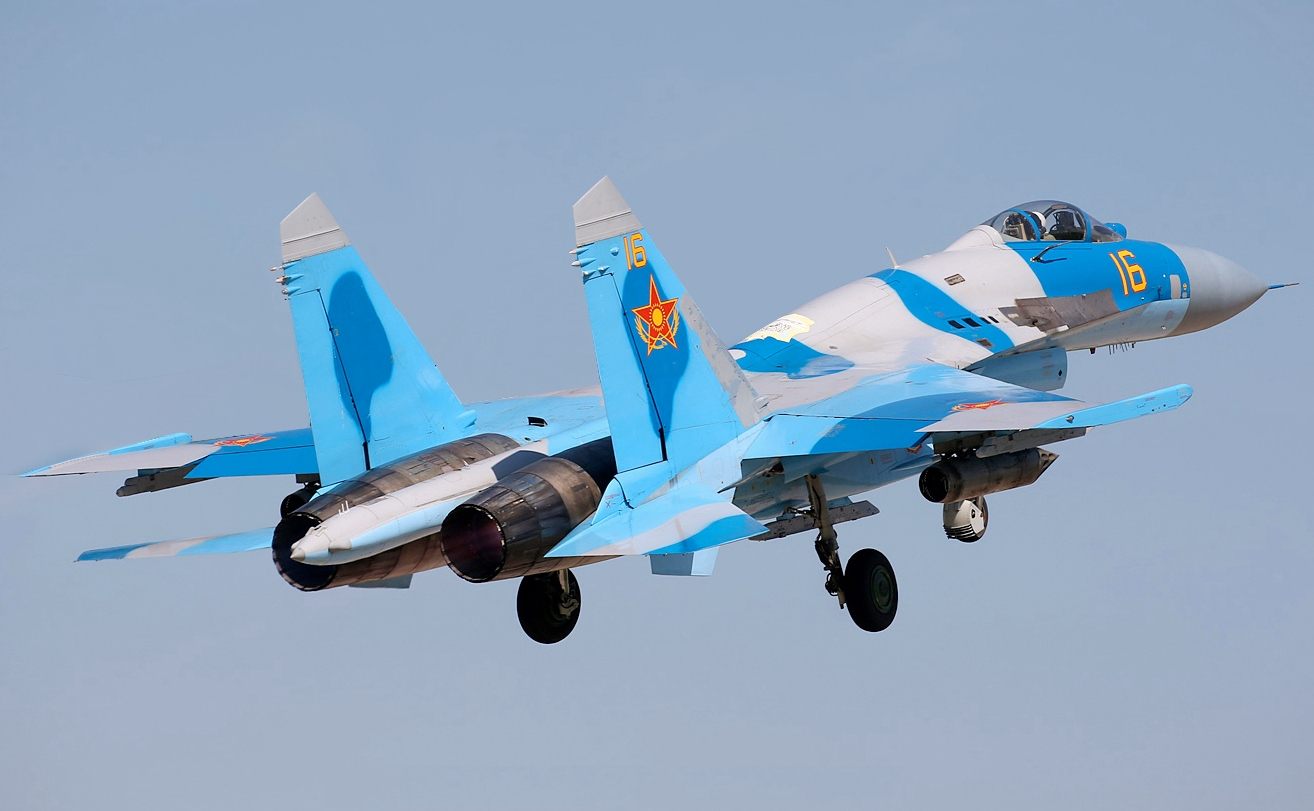
Um Sukhoi Su-27 cazaque, herança da era soviética

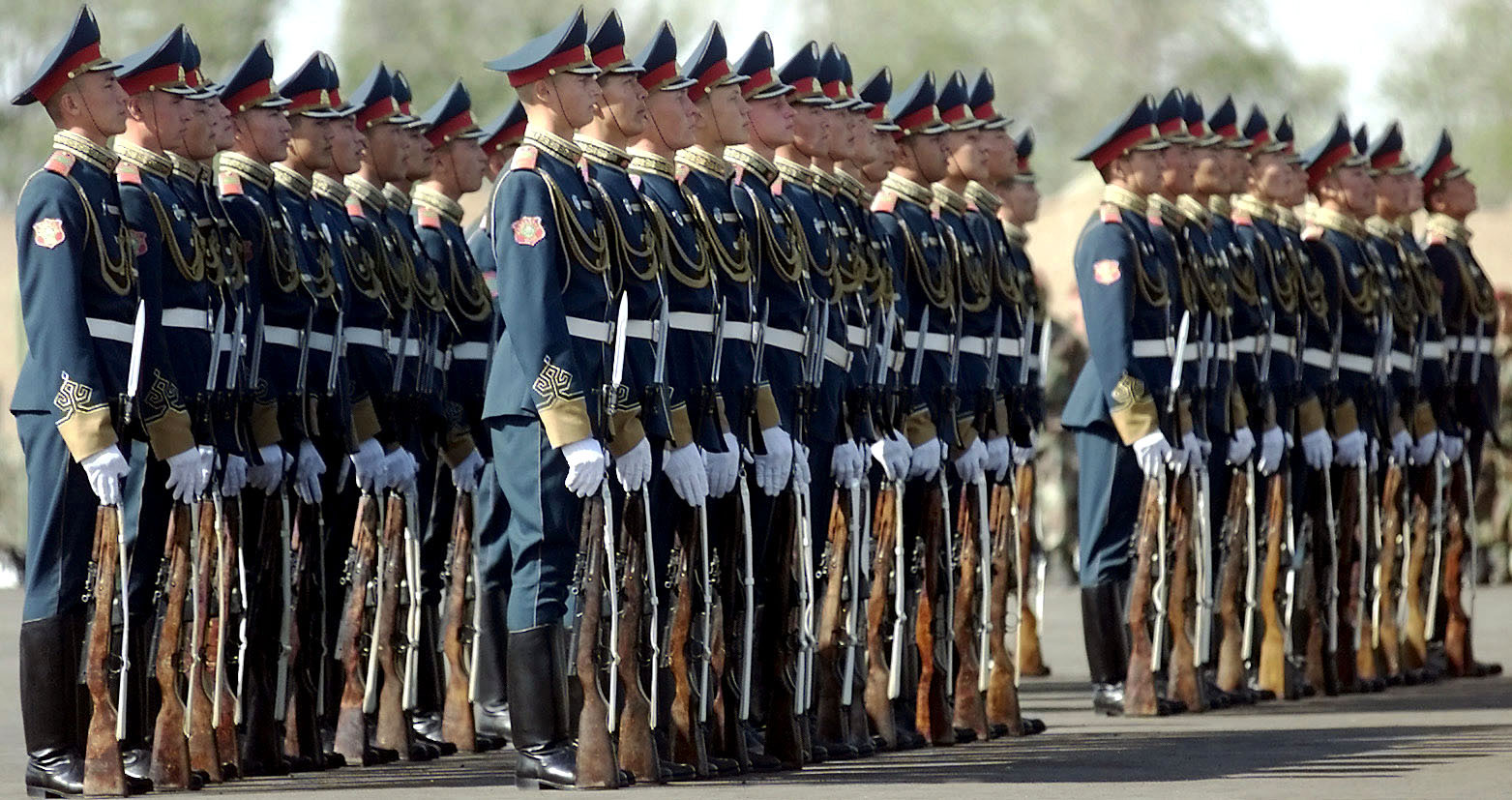
Guarda Republicana Cazaque

A maioria dos equipamentos militares do Cazaquistão são herança das Forças Armadas Soviéticas dentro do Distrito Militar do Turquestão. Foram absorvidas às forças armadas cazaques praticamente todos os elementos do 40º Exército soviético e partes do 17º Corpo de Exército, incluindo seis divisões de força terrestre, bases de armazenamento, a 14ª e 35ª brigadas de desembarque aéreo, duas brigadas de foguetes, dois regimentos de artilharia e uma grande quantidade de equipamento que foi retirado dos Urais após assinarem o Tratado sobre Forças Armadas Convencionais na Europa. Desde o final do século XX, o Exército do Cazaquistão tem se concentrado em expandir o número de suas unidades blindadas. Desde 1990, as unidades blindadas aumentaram de 500 para 1 613 veículos em 2005.
A força aérea cazaque é formada quase que exclusivamente por aviões da antiga era soviética, incluindo 41 MiG-29s, 44 MiG-31s, 37 Su-24s e 60 Su-27s. Uma pequena força naval é mantida no Mar Cáspio.
O Comitê Nacional de Segurança do Cazaquistão (KNB) foi estabelecido em 13 de junho de 1992. Inclui o Serviço de Segurança Interna, a Contrainteligência Militar, a Guarda de Fronteiras, diversas unidades de comandos e Inteligência Externa (Barlau). A última é considerada por muitos como sendo a parte principal da KNB. Seu diretor é o tenente-general Marat Khusainov.

### Símbolos nacionais
A bandeira nacional do Cazaquistão, adotada em 4 de junho de 1992, consiste-se de um fundo azul-celeste com uma águia e um sol com 32 raios ao centro. A cor azul-celeste representa os diversos povos turcos que formam a população do país. A águia dourada é um símbolo associado a Gengis Khan, que dominou o Cazaquistão.

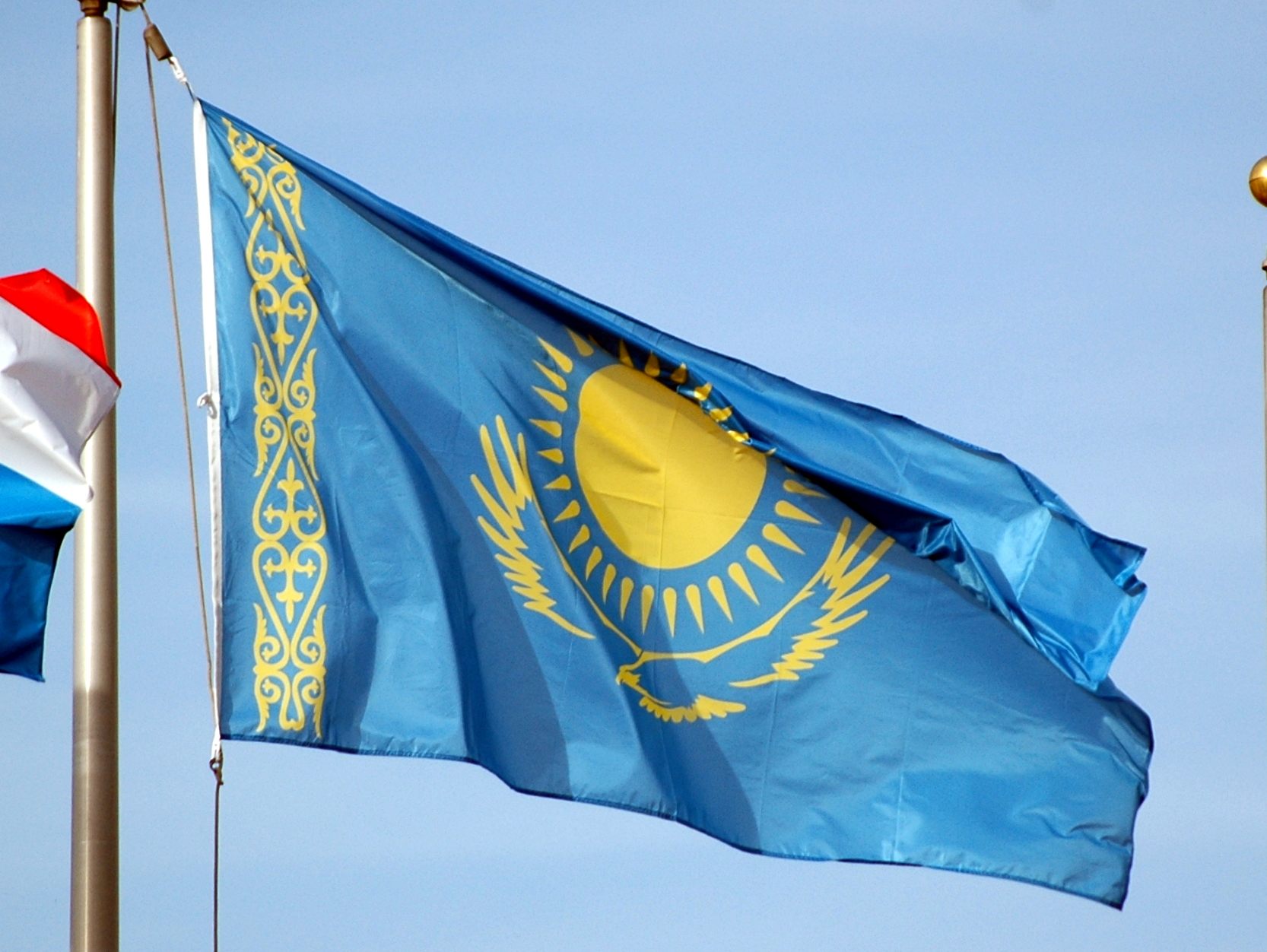
Bandeira do Cazaquistão

O brasão de armas do Cazaquistão foi adotado logo após a dissolução da União Soviética, em 26 de dezembro de 1991. O brasão de armas tem uma forma circular e carrega as cores azul e amarela. O azul representa o céu e o amarelo é o símbolo da agricultura aquecida na era soviética. Na esquerda e na direita do brasão há dois unicórnios com asas olhando para fora. Como em qualquer república pós-Soviética cujas armas não lembram a Revolução de Outubro, o brasão atual mantém alguns componentes das armas da antiga RSS Cazaque. A estrela no alto dele e os raios atrás, que vêm da "chaminé" da ger, se assemelham às armas soviéticas. O nome do país em cazaque está na parte inferior do brasão como: "ҚA3AҚCTAH." No meio há um shangrak (Cazaque: Шаңырақ, shangyraq; Russo: Шанырак, shanyrak), a "coroa" da ger cazaque. O shangrak simboliza a riqueza do patrimônio e um futuro esperançoso.
Meu Cazaquistão (em cazaque Менің Қазақстаным) é o atual hino nacional do Cazaquistão, adotado em 7 de janeiro de 2006. É baseado numa música tradicional cazaque homônima de 1956, com a melodia de Shamshi Qaldayaqov e a letra de Jumeken Najimedenov. Ele substituiu o hino nacional do Cazaquistão, que perdurou por várias décadas, durante o período soviético, e nos seus primeiros anos de independência (obviamente, com letra diferente). A versão original foi alterada por Nursultan Nazarbayev.

## Subdivisões
O Cazaquistão está dividido em 14 regiões (облыстар; oblystar). As regiões, por sua vez, são subdivididas em distritos (аудандар; audandar).
| \| Região \| Capital \| Área (km.²) \| População \| \| --------------------- \| ----------- \| ----------- \| --------- \| \| Aqmola \| Kokshetau \| 121 400 \| 829 000 \| \| Aqtöbe \| Aqtöbe \| 300 600 \| 661 000 \| \| Almati(1) \| Almati \| 324,8 \| 1 226 300 \| \| Região de Almati \| Taldykorgan \| 224 000 \| 860 000 \| \| Astana(1) \| Astana \| 710,2 \| 600 200 \| \| Atyrau \| Atyrau \| 118 600 \| 380 000 \| \| Baikonur(2) \| Baikonur \| 57 \| 70 000 \| \| Cazaquistão do Norte \| Petropavl \| 123 200 \| 586 000 \| \| Cazaquistão Ocidental \| Oral \| 151 300 \| 599 000 \| \| Cazaquistão Oriental \| Oskemen \| 283 300 \| 897 000 \| \| Cazaquistão do Sul \| Shymkent \| 118 600 \| 1 644 000 \| \| Mangghystau \| Aktau \| 165 600 \| 316 847 \| \| Pavlodar \| Pavlodar \| 124 800 \| 851 000 \| \| Qaraghandy \| Qaraghandy \| 428 000 \| 1 287 000 \| \| Qostanay \| Qostanay \| 196 000 \| 975 000 \| \| Qyzylorda \| Qyzylorda \| 226 000 \| 590 000 \| \| Jambyl \| Taraz \| 144 000 \| 962 000 \| | Mapa das regiões do Cazaquistão, em inglês. |             |           |
| Região | Capital                                     | Área (km.²) | População |
| Aqmola | Kokshetau                                   | 121 400     | 829 000   |
| Aqtöbe | Aqtöbe                                      | 300 600     | 661 000   |
| Almati(1) | Almati                                      | 324,8       | 1 226 300 |
| Região de Almati | Taldykorgan                                 | 224 000     | 860 000   |
| Astana(1) | Astana                                      | 710,2       | 600 200   |
| Atyrau | Atyrau                                      | 118 600     | 380 000   |
| Baikonur(2) | Baikonur                                    | 57          | 70 000    |
| Cazaquistão do Norte | Petropavl                                   | 123 200     | 586 000   |
| Cazaquistão Ocidental | Oral                                        | 151 300     | 599 000   |
| Cazaquistão Oriental | Oskemen                                     | 283 300     | 897 000   |
| Cazaquistão do Sul | Shymkent                                    | 118 600     | 1 644 000 |
| Mangghystau | Aktau                                       | 165 600     | 316 847   |
| Pavlodar | Pavlodar                                    | 124 800     | 851 000   |
| Qaraghandy | Qaraghandy                                  | 428 000     | 1 287 000 |
| Qostanay | Qostanay                                    | 196 000     | 975 000   |
| Qyzylorda | Qyzylorda                                   | 226 000     | 590 000   |
| Jambyl | Taraz                                       | 144 000     | 962 000   |

Notes:
- (1) As cidades de Almati e Astana possuem o status de importância estatal, e, portanto, não estão submetidas a nenhuma região.
- (2) A cidade de Baikonur possui um status especial por estar sendo arrendada para a Rússia, junto com o Cosmódromo de Baikonur, até o ano de 2050.

Cada região é governada por um akim (governador de região) designado pelo presidente. Os akims regionais são apontados pelos akims de cada região. O governo do Cazaquistão transferiu sua capital de Almati para Astana no dia 10 de dezembro e 1997.

## Economia

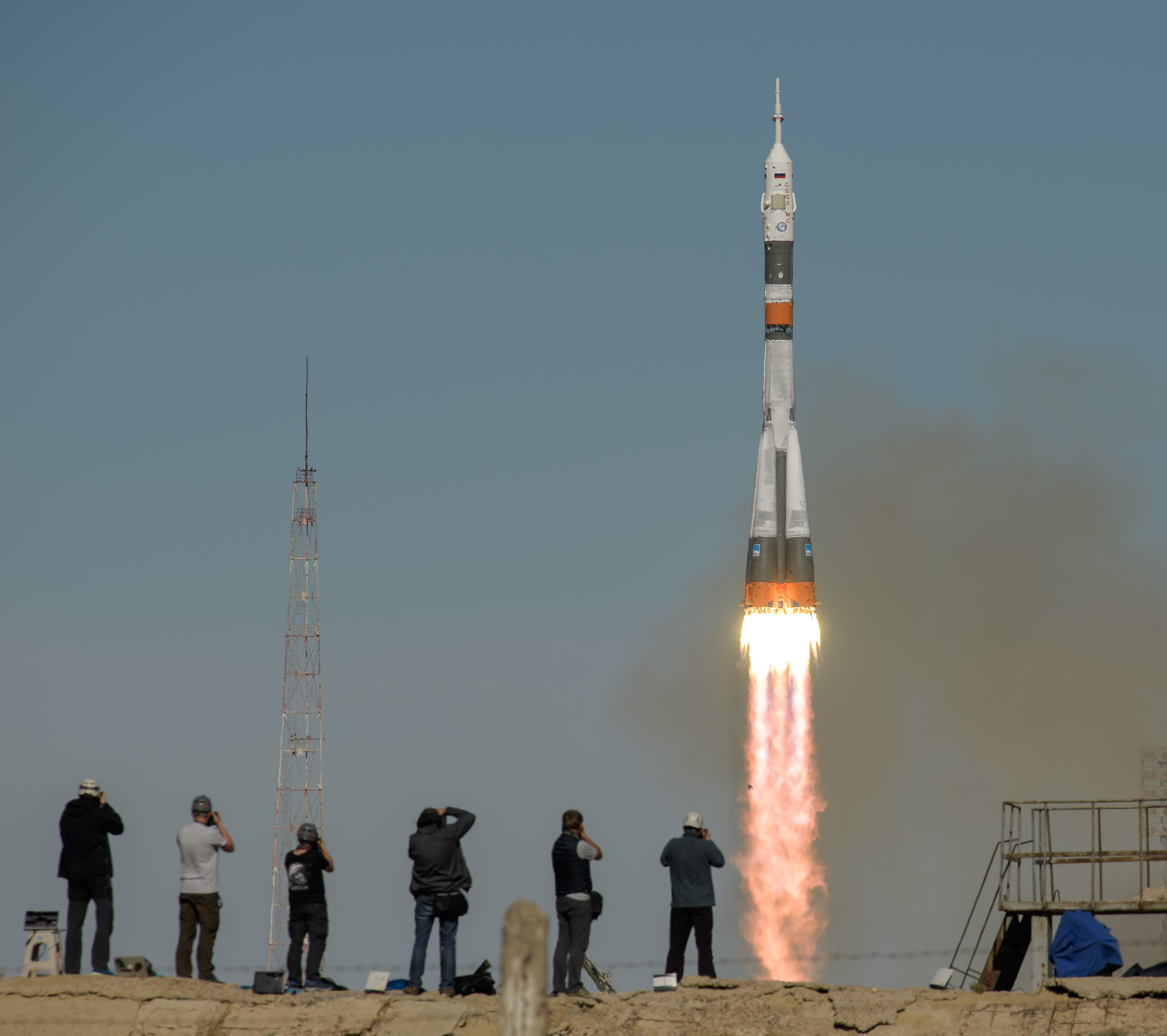
Cosmódromo de Baikonur, é a maior e mais antiga base de lançamento espacial do mundo em operação

O Cazaquistão tem a maior e mais forte economia da Ásia Central. Apoiada pelo aumento da produção e dos preços do petróleo, a economia local cresceu a uma média de 8% ao ano na última década. O país foi a primeira ex-república soviética a pagar toda a sua dívida para o Fundo Monetário Internacional, 7 anos à frente do cronograma.
Estimulados pelos altos preços mundiais de petróleo bruto, os números de crescimento do produto interno bruto (PIB) ficaram entre 8,9% e 13,5% de 2000 a 2007, antes de diminuir para 1-3% em 2008 e 2009 e depois voltar a subir a partir de 2010. Outras grandes exportações do Cazaquistão incluem trigo, produtos têxteis e pecuária. O governo cazaque previu que o país se tornaria um dos principais exportadores de urânio até 2010, o que, de fato, se tornou realidade.
A agricultura é responsável por cerca de 5% do PIB do país. Grãos, batatas, legumes, melões e pecuária são as commodities agrícolas mais importantes. O terreno agrícola ocupa mais de 846 mil quilômetros quadrados. A terra agrícola disponível consiste em 205 mil quilômetros quadrados de terra arável e 611 mil quilômetros quadrados de pastagens e terras de feno.
O Cazaquistão atingiu seu objetivo de ser um dos 50 países mais competitivos em 2013 e tem mantido a posição no Relatório de Competitividade 2014-2015 do Fórum Econômico Mundial, que foi publicado no início de setembro de 2014. O país está à frente de outros membros da Comunidade dos Estados Independentes (CEI) em quase todos os pilares do relatório de competitividade, incluindo instituições, infraestrutura, ambiente macroeconômico, educação superior e treinamento, eficiência do mercado de bens, desenvolvimento do mercado de trabalho, desenvolvimento do mercado financeiro, preparo tecnológico, tamanho do mercado, sofisticação empresarial e inovação, ficando atrás apenas na categoria de saúde e educação primária. O Índice de Competitividade Global dá uma pontuação de 1 a 7 em cada um destes pilares e Cazaquistão ganhou uma pontuação global de 4,4.

### Recursos naturais

Principais produtos de exportação do Cazaquistão em 2019

O Cazaquistão tem uma oferta abundante de recursos minerais e de reservas de combustíveis fósseis acessíveis. O desenvolvimento da extração de petróleo, gás natural e minerais, como potássio, tem atraído a maior parte dos mais de 40 bilhões de dólares de investimentos estrangeiros feitos no Cazaquistão desde 1993 e é responsável por cerca de 57% da produção industrial do país (ou cerca de 13% do produto interno bruto). De acordo com algumas estimativas, o país tem a segunda maior reserva de urânio, crômio, chumbo e zinco, além da terceira maior reserva de manganês, a quinta maior reserva de cobre e reservas de carvão, ferro e ouro que estão entre as dez maiores do planeta. O Cazaquistão também é um exportador de diamantes. Talvez o recurso mais significativo para o desenvolvimento econômico local, o país também tem atualmente a 11ª maior reserva comprovada de petróleo e gás natural.
No total, há 160 depósitos com mais de 2,7 bilhões de toneladas de petróleo. As explorações de petróleo têm mostrado que os depósitos na costa do Mar Cáspio são apenas uma pequena parte de um depósito muito maior. Estima-se que 3,5 bilhões de toneladas de petróleo e 2,5 trilhões de metros cúbicos de gás poderia, ser encontrados nessa área. No geral, a estimativa de reservas de petróleo do Cazaquistão é de 6,1 bilhões de toneladas. No entanto, existem apenas três refinarias no país, situadas em Atyrau, Pavlodar e Shymkent, e elas não são capazes de processar toda a produção de petróleo bruto, então muito é exportado para a Rússia. De acordo com a Energy Information Administration, dos Estados Unidos, o Cazaquistão estava produzindo cerca de 1,54 milhões de barris (245 000 m³) de petróleo por dia em 2009.
O país também possui grandes depósitos de fosforita, sendo um dos maiores conhecidos na bacia do Karatau. Em 17 de outubro de 2013, a Extractive Industries Transparency Initiative (EITI) aceitou o Cazaquistão como "EITI Compliant", o que significa que o país tem um processo básico e funcional para garantir a divulgação regular de receitas provenientes dos recursos naturais.

## Infraestrutura

### Educação

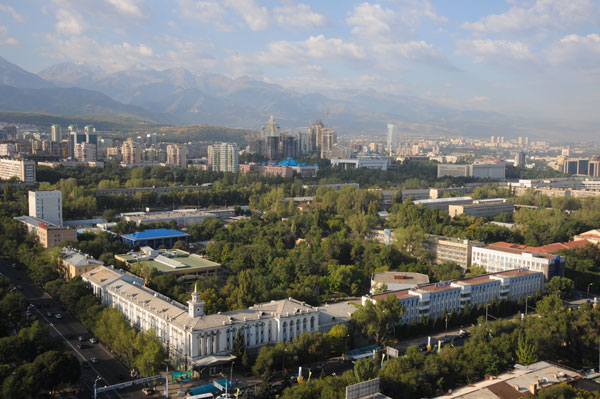
Campus da universidade KIMEP em Almati

A educação é universal e obrigatória, até o nível secundário, e a taxa de analfabetismo é de 0,4%. A educação consiste em três fases principais: a educação primária (1ª-4ª séries), educação geral básica (5ª-9ª séries) e educação geral avançada (10ª-11ª ou 12ª séries), divididas em educação geral contínua e educação profissional.
A educação superior do país, atualmente, através de diversas universidades, academias, institutos, conservatórios, escolas superiores, se divide em três categorias principais: a educação superior básica, que fornece o fundamental do campo de estudo escolhido e leva ao bacharelado; a educação superior especializada, após a qual os estudantes recebem um Diploma de Especialista; e a educação superior científico-pedagógica, que leva ao mestrado. A pós-graduação concede os títulos de Kandidat Nauk (Candidato em Ciências) e Doutor em Ciências. Com a adoção das "Leis para a Educação e Educação Superior", um setor privado foi estabelecido no mercado e diversas instituições privadas foram abertas.
O Ministério da Educação do Cazaquistão gere uma bolsa de estudos chamada Bolashak, concedida anualmente a aproximadamente trezentos aplicantes. A bolsa custeia então a sua educação em instituições no exterior, incluindo universidades de prestígio como a Universidade de Oxford e as universidades da Ivy League. Os termos do programa incluem o retorno obrigatório ao Cazaquistão para pelo menos cinco anos de emprego, a fim de aproveitar algum retorno no investimento.

### Transportes

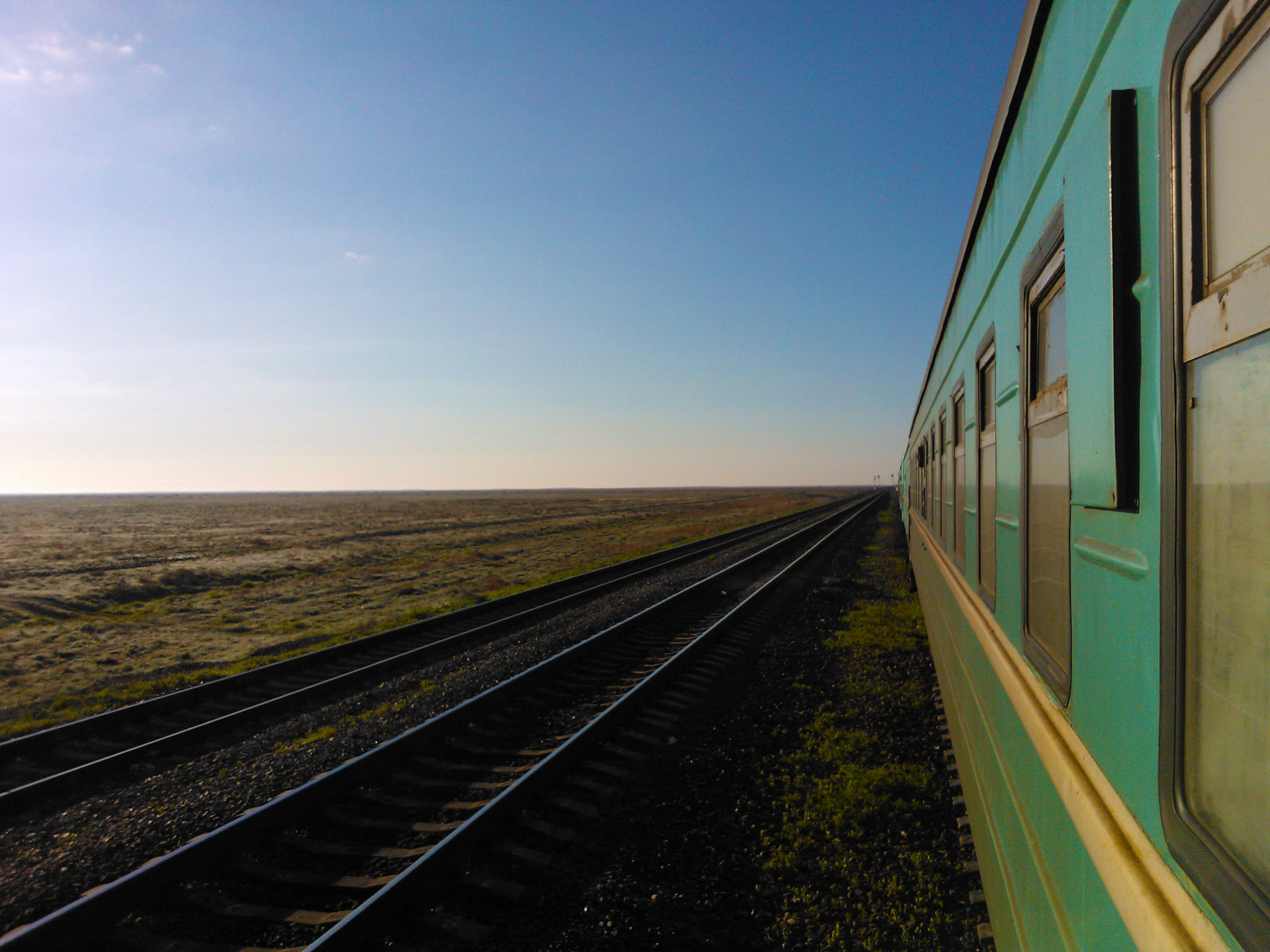
A via ferroviária Turquestão–Sibéria conecta a Ásia Central com a Sibéria

A Kazakhstan Temir Zholy é a companhia ferroviária nacional do Cazaquistão.
A via ferroviária Trans-Aral atravessa o país passando por cidades como Aral, Qyzylorda, Turquestão, e Shymkent. Também liga o país ao Uzbequistão e a Rússia chegando até as cidades de Tasquentw e Oremburgo.
Da mesma forma a via ferroviária Turquestão–Sibéria liga o país ao Uzbequistão e a Rússia, mas também ao Quirguistão e as cidade de Tasquente e de Novossibirsk.
O país possui dois aeroportos internacionais: Aeroporto Internacional Nursultan Nazarbayev e Aeroporto Internacional de Almati.

## Cultura
Os valores morais tradicionais dos cazaques incluem o respeito aos anciãos e a hospitalidade com os estrangeiros.
Até à colonização russa, os cazaques tinham uma cultura bem-estruturada, baseada numa economia de pastoreio e nômade. Embora o Islamismo tenha sido introduzido no século XV, a religião só foi completamente assimilada muito tempo depois; como resultado disso, ela passou a coexistir com os elementos anteriores de tengriismo. A crença tradicional cazaque acreditava que diversos espíritos habitavam a terra, o céu, a água e o fogo, assim como os animais domésticos. Até hoje, nas áreas rurais, os convidados particularmente especiais costumam ser recebidos com um banquete e um cordeiro recém-abatido. Estes convidados são, por vezes, convidados a abençoar o cordeiro e pedir permissão ao seu espírito para partilhar de sua carne.
Entre os nativos do Cazaquistão que se destacaram na literatura, ciência e filosofia estão: Al-Farabi, Abay Qunanbayuli, Mukhtar Auezov, Gabit Musrepov, Kanysh Satpayev, Mukhtar Shahanov, Saken Seifullin, Jambyl Jabaev, entre outros.

### Gastronomia
Além de cordeiro, outras comidas tradicionais ainda mantêm o seu valor na cozinha cazaque. As carnes são cozidas tradicionalmente de diversas maneiras, e servida com produtos derivados do pão. Bebidas locais incluem o chá preto e bebidas tradicionais derivadas do leite, como o ayran, o shubat e o kymyz. Uma refeição tradicional cazaque envolve uma variedade de aperitivos, seguidos por uma sopa e um ou dois pratos principais como pilaf ou besh barmak.

### Esportes

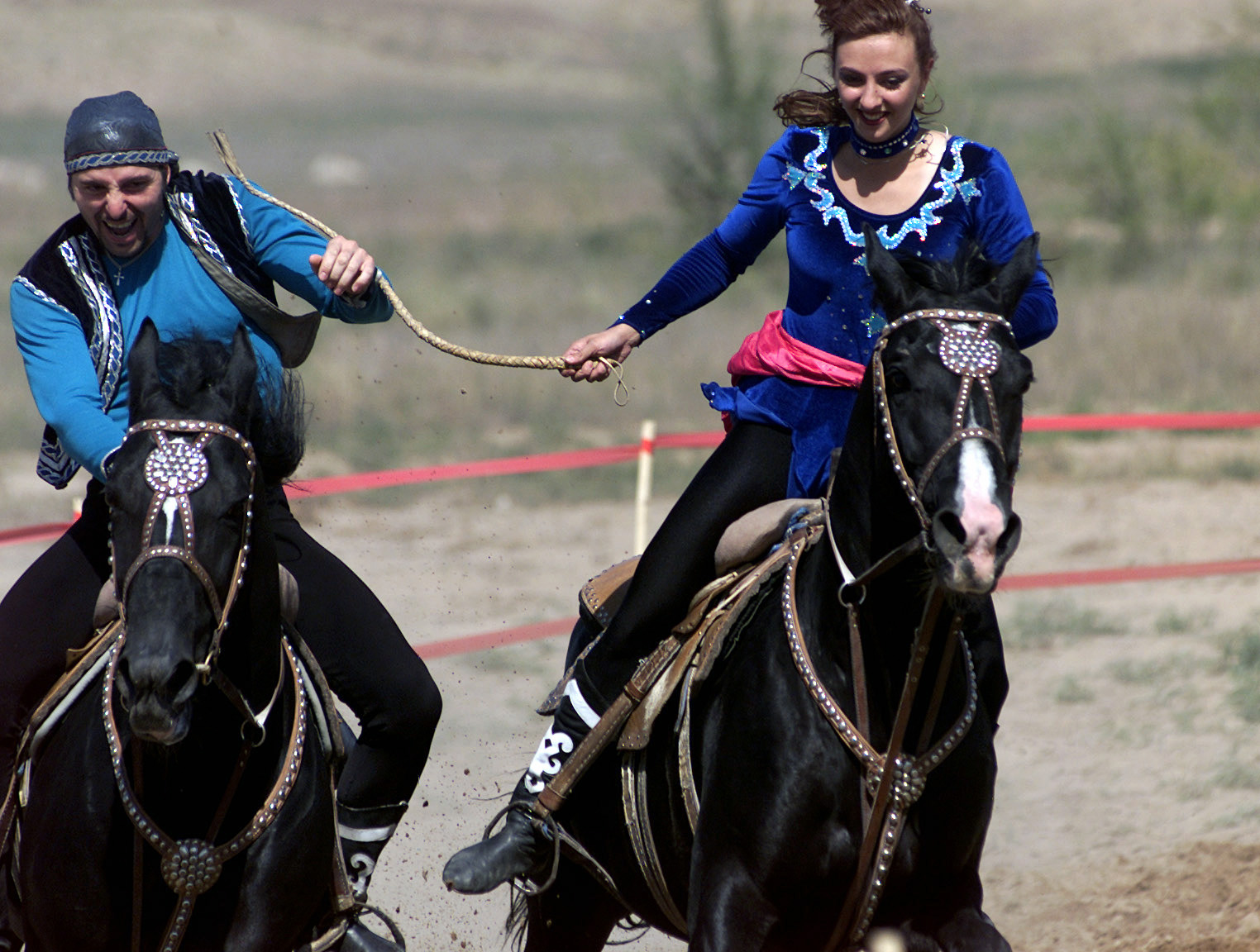
Cavaleiros em roupas tradicionais demonstram a cultura equestre do país no tradicional jogo chamado Kyz Kuu ("Persiga a Garota")

O Cazaquistão destacou-se como uma potência esportiva da região centro-asiática nos seguintes campos: boxe, xadrez, kick boxing, esqui, ginástica artística, polo aquático, ciclismo, artes marciais, atletismo, hipismo, triatlo, sambo, luta greco-romana e bilhar. Alguns atletas cazaques de destaque, alguns deles medalhistas internacionais, são: Bekzat Sattarkhanov, Vassiliy Jirov, Alexander Vinokourov, Bulat Jumadilov, Mukhtarkhan Dildabekov, Olga Shishigina, Andrey Kashechkin, Aliya Yussupova, Dmitriy Karpov, Darmen Sadvakasov, Yeldos Ikhsangaliyev, Aidar Kabimollayev, Yermakhan Ibraimov, Vladimir Smirnov, entre outros.
Como o gado ocupa espaço central no estilo de vida tradicional, a maioria de suas práticas e costumes nômades estão de alguma maneira relacionados a ele. Os cazaques estiveram historicamente ligados à equitação. Maldições e bênçãos tradicionais invocavam doença ou fecundidade entre os animais, e as boas maneiras exigiam que uma pessoa perguntasse antes sobre a saúde dos animais dum homem ao cumprimentá-lo, e somente então perguntar sobre os aspectos humanos de sua vida. Ainda nos dias de hoje muitos cazaques expressam seu interesse por cavalos e pela equitação. O Kairat Almaty, clube de futsal do país, é o melhor time de futsal do mundo na atualidade, duas vezes campeão da UEFA Futsal Cup e uma vez campeão da Copa Intercontinental de Futsal.

### Artes
A nível musical, a cultura pop está firmemente assentada entre os cazaques. O país possui uma cena musical, evidente na grande popularidade de SuperStar KZ, uma versão local do programa de televisão American Idol. Almati é considerada como uma das capitais musicais da Ásia Central por receber shows de pessoas famosas.
A nível cinematográfico, o país também iniciou um grande crescimento; em Almati celebra-se todos os anos o festival cinematográfico mais prestigioso da Ásia central, o Evraziya, no qual se projetam filmes de toda a Ásia Central e de outros países turcófonas como o Azerbaijão, Turquia, entre outras.